# Ctenophthalmus hispanicus
Ctenophthalmus hispanicus är en loppart som beskrevs av Jordan 1938. Ctenophthalmus hispanicus ingår i släktet Ctenophthalmus och familjen mullvadsloppor. Inga underarter finns listade i Catalogue of Life.